# Norbert Dobeleit
Norbert Dobeleit, född den 17 juli 1964 i Renchen, Tyskland, är en västtysk friidrottare inom kortdistanslöpning.
Han tog OS-brons på 4 x 400 meter stafett vid friidrottstävlingarna 1988 i Seoul. 